# 圓斑鯒
圓斑鯒，又稱圓斑牛尾魚，為輻鰭魚綱鮋形目牛尾魚亞目牛尾魚科的其中一種，分布於澳洲南部海域，屬底棲性魚類，體長可達50公分，生活在內灣、礁石區，屬肉食性，生活習性不明。

## 擴展閱讀
維基物種上的相關：圓斑鯒